# 2 november
2 november är den 306:e dagen på året i den gregorianska kalendern (307:e under skottår). Det återstår 59 dagar av året.

## Namnsdagar

### I den svenska almanackan
- Nuvarande – Tobias och Tim
- Föregående i bokstavsordning
  - Alla själars dag – Denna benämning på dagens datum fanns där före 1709, då den utgick. I den katolska kyrkan infördes den som en dag, då man skulle minnas alla döda själar, särskilt släktingar och anförvanter. Tillsammans med Alla helgons dag, som låg dagen före blev det en stor minneshelg för de döda.
  - Tim – Namnet infördes 1986 på den 22 februari, men flyttades 1993 till den 14 april. Det utgick 2001 men återinfördes 2022 på dagens datum.
  - Tobias – Namnet infördes på dagens datum 1709 och har funnits där sedan dess.
  - Toini – Namnet infördes 1986 på 5 mars, men flyttades 1993 till dagens datum och 2001 till 17 oktober.
  - Tova – Namnet infördes på dagens datum 1986, men utgick 1993.
  - Tove – Namnet infördes på dagens datum 1986, men flyttades 1993 till 10 september och 2001 till 5 mars.
- Föregående i kronologisk ordning
  - Före 1709 – Alla själars dag
  - 1709–1900 – Tobias
  - 1901–1985 – Tobias
  - 1986–1992 – Tobias, Tova och Tove
  - 1993–2000 – Tobias och Toini
  - 2001–2021 – Tobias
  - Från 2022 – Tobias och Tim
- Källor
  - Brylla, Eva (red.). Namnlängdsboken. Gjøvik: Norstedts ordbok, 2000 ISBN 91-7227-204-X
  - af Klintberg, Bengt. Namnen i almanackan. Gjøvik: Norstedts ordbok, 2001 ISBN 91-7227-292-9

### Finlandssvenska almanackan
- Nuvarande från 1995[1] – Tobias
- I föregående revideringar[a][2]
  - 1929–1949 – Tobias
  - 1950–1994 – Öjvind, Ejvind

## Händelser
- 619 – En storkahn från det västturkiska khaganatet mördas av sina östturkiska rivaler i ett kinesiskt palats, efter tangkejsaren Gauzus godkännande.
- 676 – Donus väljs till påve sedan Adeodatus II avlidit den 17 juni.[3]
- 1389 – Piero Tomacelli väljs till påve och tar namnet Bonifatius IX, sedan Urban VI avlidit den 15 oktober.
- 1410 – Freden i Bicêtre skjuter upp fientligheterna i inbördeskriget mellan armagnakerna och burgunderna.
- 1675 – Plymouthkolonins guvernör Josiah Winslow leder en milis mot narragansetterna under kung Philips krig.
- 1795 – Direktoriet, en regering bestående av fem personer som skulle komma att utgöra franska revolutionens sista fas, bildas.
- 1810 – Jean Baptiste Bernadotte gör sitt intåg i Stockholm som ny svensk kronprins.
- 1889 – North Dakota och South Dakota blir den 39:e respektive 40:e delstaten att ingå i den amerikanska unionen.[4][5]
- 1899 – Boerna inleder sin 118 dagar långa belägring av den brittiskkontrollerade staden Ladysmith under det andra boerkriget.
- 1912 – Bulgarien besegrar osmanska riket i slaget om Lüleburgaz, vilket blir det första balkankrigets dödligaste slag.
- 1914 – Första världskriget: ryska kejsardömet förklarar krig mot osmanska riket och Dardanellerna stängs som följd.
- 1917 – I Balfourdeklarationen uttalar Storbritannien sitt stöd för judisk bosättning i Palestina.
- 1920 – I Pittsburgh, USA påbörjar den första kommersiella radiostationen KDKA sina sändningar. Den första sändningen består av resultatet av årets presidentval.
- 1936 – BBC Television Service (idag känd som BBC One) inleder sina sändningar i Storbritannien som världens första reguljära tv-kanal.
- 1942 – Bernard Montgomery och den brittiska 8:a armén besegrar Erwin Rommel och den tyska Afrikakåren i slaget vid el-Alamein.
- 1949 – Nederländerna går med på att lämna över sin suveränitet i Nederländska Ostindien till Republiken Indonesiens förenta stater, när de nederländsk-indonesiska rundabordssamtalen avslutas.
- 1956 – Ungernrevolten: Imre Nagy ber om FN:s stöd till Ungern. Nikita Chrusjtjov träffar ledare för andra kommunistiska länder och utser János Kádár till landets nästa ledare på inrådan av Josip Broz Tito.
- 1956 – Suezkrisen: Israel ockuperar Gazaremsan.
- 1960 – Bokförlaget Penguin, som tidigare under året publicerat Lady Chatterleys älskare, förklaras oskyldig till obscenitet i en uppmärksammad rättegång.
- 1963 – Sydvietnams president Ngo Dinh Diem avrättas efter en militärkupp.
- 1964 – Saudiarabiens kung Saud bin Abdul Aziz avsätts av sin egen familj. Han ersätts av sin halvbror Faisal.
- 1966 – I USA träder lagen Cuban Adjustment Act i kraft, som ger 123 000 kubanska immigranter möjlighet att ansöka om permanent uppehållstillstånd i landet.
- 1976 – Demokraten Jimmy Carter vinner presidentvalet i USA över den sittande presidenten, republikanen Gerald Ford.
- 1982 – Channel 4 inleder sina sändningar och Storbritannien får därmed sin andra kommersiella tv-kanal efter ITV.
- 1984 – Seriemördaren Velma Barfield blir den första kvinna sedan 1962 att avrättas i USA.
- 1988 – Morrismasken sprids från Massachusetts Institute of Technology och blir den första internetmask som blir uppmärksammad på allvar i medierna.
- 2004 – Efter en mycket jämn kamp mot John Kerry omväljs George W. Bush till president, i ett val där deltagandet är rekordhögt.

## Födda
- 1470 – Edvard V, kung av England 9 april–25 juni 1483.
- 1560 – Annibale Carracci, italiensk målare.
- 1636 – Edward Colston, brittisk slavhandlare.
- 1734 – Daniel Boone, amerikansk legendarisk pionjär och nybyggare.
- 1755 – Marie-Antoinette, drottning av Frankrike (avrättad 16 oktober år 1793).
- 1766 – Josef Wenzel Radetzky von Radetz, österrikisk fältmarskalk, efter vilken Radetzkymarschen är uppkallad.
- 1788 – James Iredell Jr., amerikansk politiker, senator (North Carolina) 1828–1831.
- 1795 – James K. Polk, amerikansk politiker, USA:s president 1845–1849.
- 1815
  - George Boole, brittisk matematiker.
  - Isaac P. Walker, amerikansk demokratisk politiker, senator (Wisconsin) 1848–1855.
- 1822 – Carl Gustaf Malmström, svensk historiker, professor, ledamot av Svenska Akademien.
- 1824 – Sir William Peel, brittisk militär.
- 1847 – Georges Sorel, fransk filosof.
- 1848 – Leslie Mortimer Shaw, amerikansk republikansk politiker, USA:s finansminister 1902–1907.
- 1855 – Henrik Schück, svensk litteraturhistoriker, rektor för Uppsala universitet, ledamot av Svenska Akademien 1913–1947.
- 1861 – Maurice Blondel, fransk katolsk filosof.
- 1865 – Warren G. Harding, amerikansk politiker, USA:s president 1921–1923.
- 1866 – Rutger Sernander, naturskyddsman, botanist, geolog och arkeolog.
- 1877 – Aga Khan III, ismailisk ledare, imam.
- 1878 – John Lindlöf, svensk skådespelare och regissör.
- 1890
  - Moa Martinson, svensk författare.
  - Olga Desmond, tysk dansare.
- 1891 – Helmuth Weidling, tysk general.
- 1892 – Paul Abraham, ungersk-tysk operettkompositör.
- 1893 – Alex Södergren, svensk väg- och vattenbyggnadsingenjör.
- 1897
  - Arthur Fischer, svensk skådespelare, författare, skulptör, akvarellist och tecknare.
  - Richard Russell, amerikansk politiker, senator (Georgia) 1933–1971.
- 1902 – Sven Grafström, svensk ambassadör och generalmajor.
- 1907 – Sigurd Björling, svensk operasångare (baryton).
- 1911 – Odysseus Elytis, grekisk författare, mottagare av Nobelpriset i litteratur 1979.
- 1913
  - Lillie Björnstrand, svensk skådespelare och författare.
  - Burt Lancaster, amerikansk skådespelare.
- 1915
  - Sverre Bergh, norsk dirigent, musiker och kompositör.
  - Sidney Luft, amerikansk film- och tv-producent.
- 1917 – Inge Ivarson, svensk manusförfattare och filmproducent.
- 1921 – Birgit Johannesson, svensk skådespelare.
- 1923
  - Cesare Rubini, italiensk basket- och vattenpolospelare.
  - Rune Ottoson, svensk skådespelare.
- 1926 – Hans Öberg, ("Stöveln"), svensk ishockeyspelare.
- 1929 – Richard E. Taylor, kanadensisk fysiker, mottagare av Nobelpriset i fysik 1990.
- 1931 – Paolo Portoghesi, italiensk arkitekt och arkitekturhistoriker.
- 1932 – Melvin Schwartz, amerikansk fysiker, mottagare av Nobelpriset i fysik 1988.
- 1934 – Ken Rosewall, australisk tennisspelare.
- 1939 – Richard Serra, amerikansk konstnär, skulptör.
- 1942 – Stefanie Powers, amerikansk skådespelare.
- 1943 – Patty Judge, amerikansk demokratisk politiker.
- 1944 – Keith Emerson, brittisk musiker, medlem i Emerson, Lake & Palmer.
- 1948
  - Denis Murphy, brittisk parlamentsledamot för Labour 1997–2010.
  - Anders Narvinger, svensk affärsman och VD för ABB Sverige.
- 1963
  - Jonas Gardell, svensk författare, komiker och skådespelare.
  - Jens Johansson, svensk musiker, spelar synth i Stratovarius.
- 1964
  - Lauren Vélez, amerikansk skådespelare.
  - Britta Lejon, konsultativt statsråd.
- 1965 – Shahrukh Khan, indisk skådespelare.
- 1966 – David Schwimmer, amerikansk skådespelare.
- 1967 – Scott Walker, amerikansk politiker.
- 1973 – Marisol Nichols, amerikansk skådespelare.
- 1974 – Sofia Lundberg, svensk författare.
- 1978 – Alexander Östlund, svensk fotbollsspelare.
- 1979 – Jon M. Chu, amerikansk regissör, manusförfattare och filmproducent.
- 1982 – Johan Wissman, svensk friidrottare.
- 1995 – Hanna Öberg, svensk skidskytt, OS-guld och mottagare av Svenska Dagbladets guldmedalj 2018.
- 2000 – Alphonso Davies, kanadensisk fotbollsspelare.

## Avlidna
- 1083 – Matilda av Flandern, drottning av England sedan 1066 (gift med Vilhelm Erövraren)
- 1716 – Engelbert Kaempfer, 65, tysk läkare och forskningsresande
- 1802 – Charles Leclerc, 30, fransk adjutant, arbetade åt Napoleon I
- 1815 – Gottlieb Christoph Harless, 77, tysk klassisk filolog
- 1846 – Esaias Tegnér, 63, svensk skald, biskop i Växjö stift, ledamot av Svenska Akademien från 1819
- 1864
  - Nathaniel P. Tallmadge, 69, amerikansk politiker
  - Gabriel Hwasser, 75, svensk politiker och domprost i Västerås
- 1887 – Jenny Lind, 67, svensk sopran
- 1900 – William Lafayette Strong, 73, amerikansk politiker
- 1941
  - Bengt Djurberg, 43, svensk skådespelare och sångare
  - Simon Guggenheim, 73, amerikansk republikansk politiker, affärsman och filantrop, senator (Colorado) 1907–1913
- 1950 – George Bernard Shaw, 94, irländsk författare och mottagare av Nobelpriset i litteratur 1925
- 1951 – Kenneth S. Wherry, 59, amerikansk republikansk politiker, senator (Nebraska) 1943–1951
- 1952 – Chaim Weizmann, 77, brittisk-israelisk kemist, Israels president 1949–1952
- 1960 – Sven Bergvall, 79, svensk skådespelare
- 1961 – Harriet Bosse, 83, norsk-svensk sångare och skådespelare
- 1963 – Ngo Dinh Diem, 62, vietnamesisk politiker, president i Sydvietnam (mördad)
- 1966 – Peter Debye, 82, nederländsk-amerikansk fysiker och fysikalisk kemist, mottagare av Nobelpriset i kemi 1936
- 1971 – Martha Vickers, 46, amerikansk skådespelare och fotomodell
- 1973 – Willard Ringstrand, 65, svensk kompositör, musikarrangör, orkesterledare och musiker (piano, hammondorgel)
- 1993 – Åke Jensen, 80, svensk skådespelare och sångare
- 2001 – Bo Hederström, 89, svensk skådespelare
- 2004 – Theo van Gogh, 47, nederländsk filmskapare (mördad)
- 2005 – Rolf Bergh, 86, svensk arkitekt
- 2007 – S.P. Thamilselvan, 40, tamilsk ledare för den politiska grenen av gerillarörelsen LTTE
- 2008 – Ahmed Ali al-Mirghani, 67, sudanesisk tidigare president
- 2009 – Shabtai Kalmanovich, 61, israelisk-litauisk-rysk affärsman, före detta KGB-agent (mördad)
- 2011
  - Svetlana Allilujeva, 85, sovjetisk-amerikansk författare och föreläsare, dotter till Josef Stalin
  - Sickan Carlsson, 96, svensk skådespelare och sångare
  - Bengt Häger, 95, svensk danskritiker, dansskribent och museichef
- 2012
  - Gösta Gummesson, 84, svensk serietecknare
  - Hans Lindgren, 80, svensk skådespelare
  - Hans Norberg, 53, svensk ishockeyspelare
  - Pino Rauti, 85, italiensk politiker
  - János Rózsás, 86, ungersk författare
  - Han Suyin, 93, kinesiskfödd brittisk författare
- 2014 – Acker Bilk, 85, brittisk jazzklarinettist
- 2019 – Sigge Ericsson, 89, svensk skrinnare, bragdmedaljör
- 2021 – Dennis Moore, 75, amerikansk demokratisk politiker, kongressledamot 1999–2011

### Fotnoter
1. ↑  ”Universitetets namnsdagsalmanacka - Universitetets almanacksbyrå”. almanakka.helsinki.fi. Helsingfors universitet. https://almanakka.helsinki.fi/sv/kalender-2025/. Läst 22 februari 2025.
2. ↑  ”Namnsdagsrevideringar - Universitetets almanacksbyrå”. almanakka.helsinki.fi. Helsingfors universitet. https://almanakka.helsinki.fi/sv/namnsdagar/namnsdagsrevideringar.html. Läst 3 oktober 2020.
3. ↑  ”Roman Catholic Church” (på engelska). World Statesmen. http://www.worldstatesmen.org/Catholic.html. Läst 23 november 2012.
4. ↑  
”oNorth-Dakota” (på engelska). World Statesmen. http://www.worldstatesmen.org/US_states_N.html#ND. Läst 9 november 2012.
5. ↑  ”South-Dakota” (på engelska). World Statesmen. http://www.worldstatesmen.org/US_states_S-U.html#South-Dakota. Läst 9 november 2012.